# Harry Villegas
Harry Antonio Villegas Tamayo, también conocido como Pombo, (Yara, Granma, Cuba; 10 de mayo de 1940-La Habana, Cuba; 29 de diciembre 2019), fue un militar y revolucionario cubano que luchó en 1959 bajo las órdenes de Ernesto «Che» Guevara durante la Revolución cubana, en 1965 en el Congo y en 1967 en Bolivia, donde fue uno de los tres cubanos que lograron sobrevivir en ese país.
Durante su carrera militar, alcanzó el grado de general de brigada en las Fuerzas Armadas Revolucionarias de Cuba y fue condecorado como «Héroe de la Revolución». En 1996 escribió el libro Pombo, un hombre de la guerrilla del Che.

## Biografía

### Revolución cubana
Harry Villegas "Pombo" nació el 10 de mayo de 1940 en una familia de campesinos pobres (guajiros), en Yara, una localidad situada en las estribaciones de Sierra Maestra, entre Bayamo y Manzanillo. Su hermano Téogenes era un joven dirigente local del Partido Ortodoxo, activo opositor a la dictadura de Fulgencio Batista (1952-1958) y seguidor de Fidel Castro, referente de la Juventud Ortodoxa que dirigió el asalto al cuartel Cuartel Moncada el 26 de julio de 1953. Y ha fallecido en fecha 29 de diciembre de 2019.
En 1954, con apenas 14 años, Harry Villegas comenzó a apoyar a los activistas del Partido Ortodoxo en sus acciones de oposición y sabotaje contra la dictadura. Cuando Fidel Castro fundó el Movimiento 26 de Julio el 12 de junio de 1955, Villegas, como muchos jóvenes ortodoxos, se incorporó e integró una célula clandestina que incluía, entre otros, a Leopoldo Cintra Frías («Polo»), Teté Puebla, Manuel Lastre Pacheco, quienes luego se destacarían en la Revolución cubana.
Al comienzo de 1958, Villegas y otros jóvenes decidieron subir a la Sierra Maestra para integrarse a la guerrilla del Movimiento 26 de Julio, pero fueron rechazados por el Che Guevara, quien les dijo que con las armas de bajo calibre con las que estaban no era posible enfrentar a los soldados, invitándolos a volver a bajar al llano, para quitarle las armas a algún soldado y volver. Villegas y sus compañeros, no tuvieron valor para cumplir la orden por lo que buscaron armas de mayor calibre entre las familias conocidas. En esa segunda oportunidad sí fueron aceptados por Guevara, quien en ese momento era Comandante de la llamada Cuarta Columna y se encontraba en La Plata.
En los primeros tiempos actuó como mensajero y ayudante y fue enviado a la Escuela de Reclutas de Minas del Frío. Durante la ofensiva del gobierno contra la guerrilla de Sierra Maestra, iniciada en mayo de 1958, Villagas fue enviado a combatir en la Columna 1, dirigida por Fidel Castro, y participó en los combates del Jigüe, Las Vegas, San Lorenzo, Meriño y Las Mercedes.
Cuando se formó la Columna 8 Ciro Redondo, al comando de Guevara, Villegas fue asignado a la misma y se convirtió rápidamente en uno de los hombres de confianza del Che, quien integró su escolta con Juan Alberto Castellanos, Hermes Peña, Carlos Coello Tuma y Harry Villegas Pombo.
En su condición de escolta, permaneció toda la campaña militar junto a Guevara. Participó en la batalla de Santa Clara y otros combates y luego se estableció en la Fortaleza de San Carlos de La Cabaña, La Habana, a partir de enero de 1959.
En 1961, se desempeñó como administrador de la empresa estatal Sanitarios Nacionales, designado por el Che Guevara en su condición de ministro de Industria.

### Guerrilla en el Congo
En 1963, el Che Guevara envió a dos hombres de confianza (Hermes Peña y Juan Alberto Castellanos) a formar parte del grupo guerrillero que se instaló en el norte de la Argentina, al mando de Jorge Masetti bajo el nombre de Ejército Guerrillero del Pueblo (EGP). Villegas recibió una clara explicación sobre su ausencia del grupo por parte del Che, quien le mencionó que no lo enviaba debido a su piel negra, que lo hubiera impedido pasar desapercibido en el norte argentino.
Sin embargo, la misma razón jugó un papel importante para que el Che Guevara lo convocara en 1965 a combatir en el grupo de guerrilleros cubanos que aquel encabezaba, en la República Democrática del Congo. Allí tomó el sobrenombre de Pombo, con el que ha sido mundialmente conocido, que en idioma suajili significa «hoja».
La experiencia guerrillera en el Congo fracasó y las tropas cubanas debieron retirarse a fin de año.
Villegas ha sacado algunas conclusiones del fracaso de la guerrilla cubana en África:

"No íbamos a combatir, sino a entrenarlos, pero desconocíamos la sicología de los africanos. Para los latinoamericanos y especialmente para los cubanos hay que ser ejemplo personal. Y en el combate para ser ejemplo hay que ponerse al frente de la tropa y no decirle a nadie ve, sino: ¡Vamos!

### Guerrilla en Bolivia
Entre 1966 y 1967 Pombo participaría del foco guerrillero que el Che Guevara instaló en Bolivia, en la zona del río Ñancahuazú, y en donde este último moriría. El grupo guerrillero tomó el nombre de Ejército de Liberación Nacional (ELN) de Bolivia con secciones de apoyo en Argentina, Chile y Perú. Los enfrentamientos armados comenzaron el 23 de marzo de 1967.
Villegas fue uno de los cinco hombres (tres cubanos y dos bolivianos) que logró escapar del cerco militar que aniquiló al grupo guerrillero.

### Desde 1967
Luego de 1967 sirvió en el ejército cubano participando como asesor militar en Angola y Nicaragua. 
Es uno de los pocos que ha sido condecorado como Héroe de la República de Cuba.

### Fallecimiento
Harry Villegas Pombo falleció el 29 de diciembre de 2019 en la ciudad de La Habana, Cuba, a los setenta y nueve años a consecuencia de una disfunción multiorgánica (SDMO). Las cenizas fueron expuestas en Panteón de los Veteranos del cementerio Cristóbal Colón de La Habana.
Raúl Castro no asistió a la ceremonia fúnebre.

## Publicaciones
En 1996 escribió un libro de memorias titulado «Pombo, un hombre de la guerrilla del Che».